# Авакян, Багдасар Айрапетович
Багдаса́р Айрапе́тович Авакя́н (1883, Елизаветпольская губерния — 20 сентября 1918, Закаспийская область) — советский комендант Баку в период Бакинской коммуны.

## Биография
Родился в армянской крестьянской семье в 1883 году в селе Атагут (Шушинский уезд, Елизаветпольская губерния).
Окончил Шушинское реальное училище. Учился в Харьковском ветеринарном институте, из которого был исключён за участие в студенческих волнениях. С 1905 г. — учитель в Баку.
В период первой мировой войны служил прапорщиком в Баку.
С началом Февральской революции 1917 года участвовал в агитации среди солдат и создании большевистских военных организаций. Избирался членом Бакинского совета солдатских депутатов от Бакинского гарнизона, секретарём Исполкома Бакинского совета.
Был назначен начальником Бакинского гарнизона. После мартовских событий 1918 года — комендант Баку. Член РКП(б) с 1918 года.
Расстрелян 20 сентября 1918 года в числе 26 бакинских комиссаров на 207-й версте между станциями Ахча-Куйма и Перевал (ныне — на территории Балканского велаята, Туркменистан).

## Память
До 1989 г. именем Авакяна была названа улица в Баку, ныне разделена на 3 части: ул. Иззета Набиева, пр. Метбуат и пр. Гасанбека Зардаби.